# Landgericht Neustadt an der Saale
Das Landgericht Neustadt an der Saale war ein von 1804 bis 1879 bestehendes bayerisches Landgericht älterer Ordnung mit Sitz in Bad Neustadt an der Saale im heutigen Landkreis Rhön-Grabfeld (Bayern). Die Landgerichte waren im Königreich Bayern Gerichts- und Verwaltungsbehörden, die 1862 in administrativer Hinsicht von den Bezirksämtern und 1879 in juristischer Hinsicht von den Amtsgerichten abgelöst wurden.

## Geschichte
Im Jahr 1804 wurde im Verlauf der Verwaltungsneugliederung Bayerns das Landgericht Neustadt an der Saale errichtet. 1806 bis 1814 war es dann ein Landgericht im Großherzogtum Würzburg. Dieses kam im Jahr 1817 zum neu gegründeten Untermainkreis, dem Vorläufer des späteren Regierungsbezirks Unterfranken.
Das Landgericht umfasste die folgenden Gemeinden: Brendlorenzen, Dürrnhof, Eichenhausen, Herschfeld, Heustreu, Hohenroth, Hollstadt, Junkershausen, Lebenhan, Leutershausen, Löhrieth, Mühlbach, Neuhaus, Neustadt a.d.Saale, Niederlauer, Oberebersbach (heute zu Niederlauer), Rödelmaier, Salz, Unsleben, Unterebersbach, Wargolshausen, Windshausen, Wollbach.

## Landrichter
- 1843–1846: Franz Hofer